# Kasang Kumpeh
Kasang Kumpeh is een bestuurslaag in het regentschap Muaro Jambi van de provincie Jambi, Indonesië. Kasang Kumpeh telt 4383 inwoners (volkstelling 2010).